# فريمان
فريمان (بالفارسية: فریمان) هي مدينة تقع في إيران في البلدة المركزية. يقدر عدد سكانها بـ 32,610 نسمة .

## أعلام
- مرتضي المطهري
- محمد حسيني
- حسن هاشمي